# Tragny

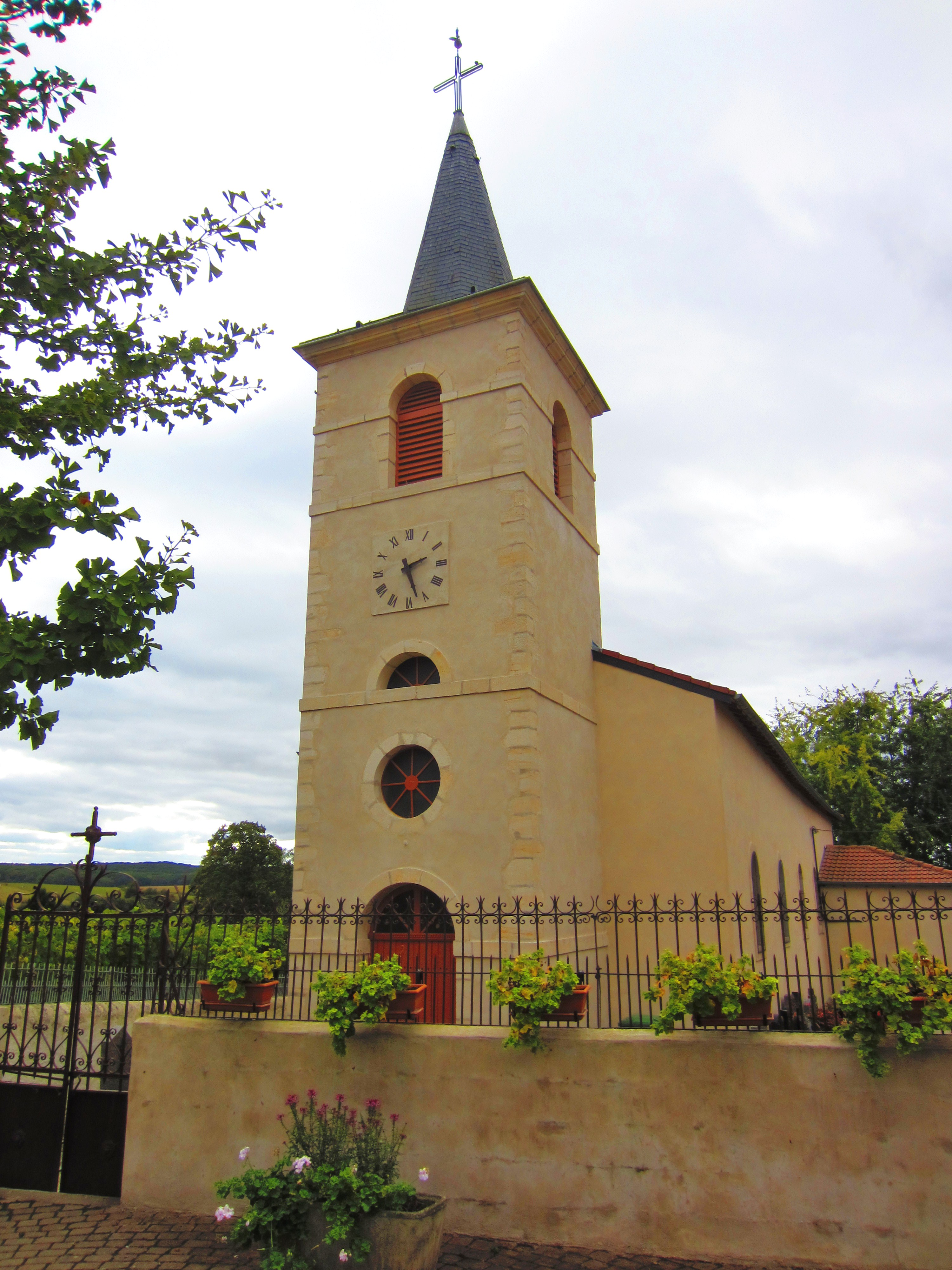
Kirche St. Léger

Tragny (deutsch Tranach) ist eine französische Gemeinde mit 88 Einwohnern (Stand 1. Januar 2022) im Département Moselle in der Region Grand Est (bis 2015 Lothringen). Sie gehört zum Arrondissement Metz.

## Geographie
Tragny liegt in Lothringen am Bach Elme, der nordöstlich bei Saint-Epvre in die Französische Nied fließt, etwa 25 Kilometer südöstlich von Metz und 14 Kilometer südlich von Pange auf einer Höhe zwischen 230 und 284 m über dem Meeresspiegel, die mittlere Höhe beträgt 258 m. Das Gemeindegebiet umfasst 5,43 km².

## Geschichte
Das Dorf wurde 993 erstmals erwähnt. Es gehörte früher zum Bistum Metz und liegt in der Nähe einer Römerstraße.
Durch den Frankfurter Frieden vom 10. Mai 1871 kam die Region an Deutschland und das Dorf wurde dem Landkreis Metz im Bezirk Lothringen des Reichslandes Elsaß-Lothringen zugeordnet.
Nach dem Ersten Weltkrieg musste die Region aufgrund der Bestimmungen des Versailler Vertrags 1919 an Frankreich abgetreten werden. Im Zweiten Weltkrieg war die Region von der deutschen Wehrmacht besetzt und stand unter deutscher Verwaltung.
1915–1919 und 1940–1944 trug das Dorf den eingedeutschten Namen Tranach.

### Demographie
Im Jahr 1871 hatte das Dorf 307 Einwohner, darunter 79 Juden, die eine 1856 erneuerte Synagoge hatten, die aber 1914 von der sich auflösenden Gemeinde verkauft wurde.
| Jahr      | 1962 | 1968 | 1975 | 1982 | 1990 | 1999 | 2007 | 2019 |
| Einwohner | 120  | 93   | 91   | 90   | 104  | 121  | 116  | 93   |

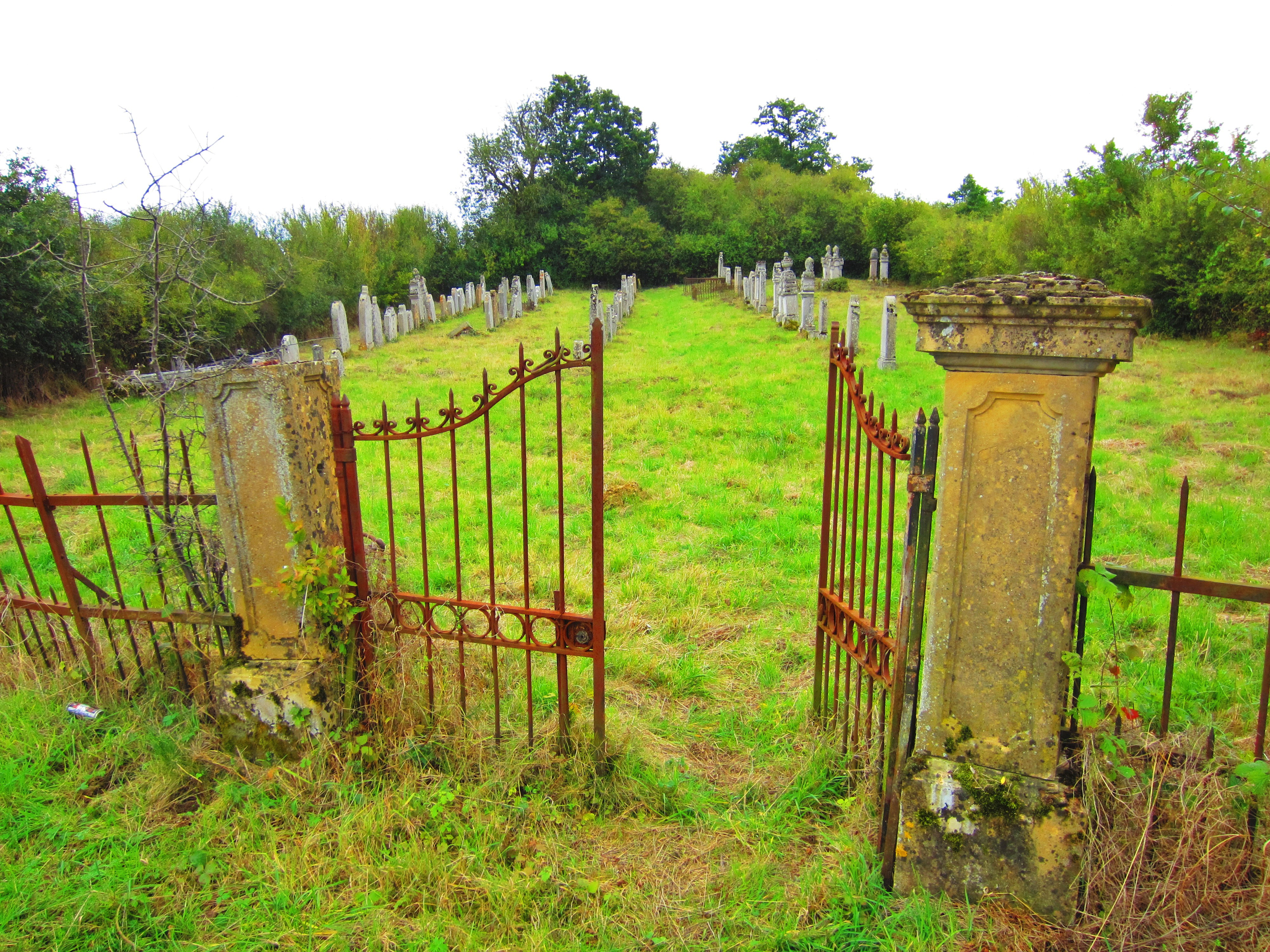
Alter Judenfriedhof (Aufnahme 2012)
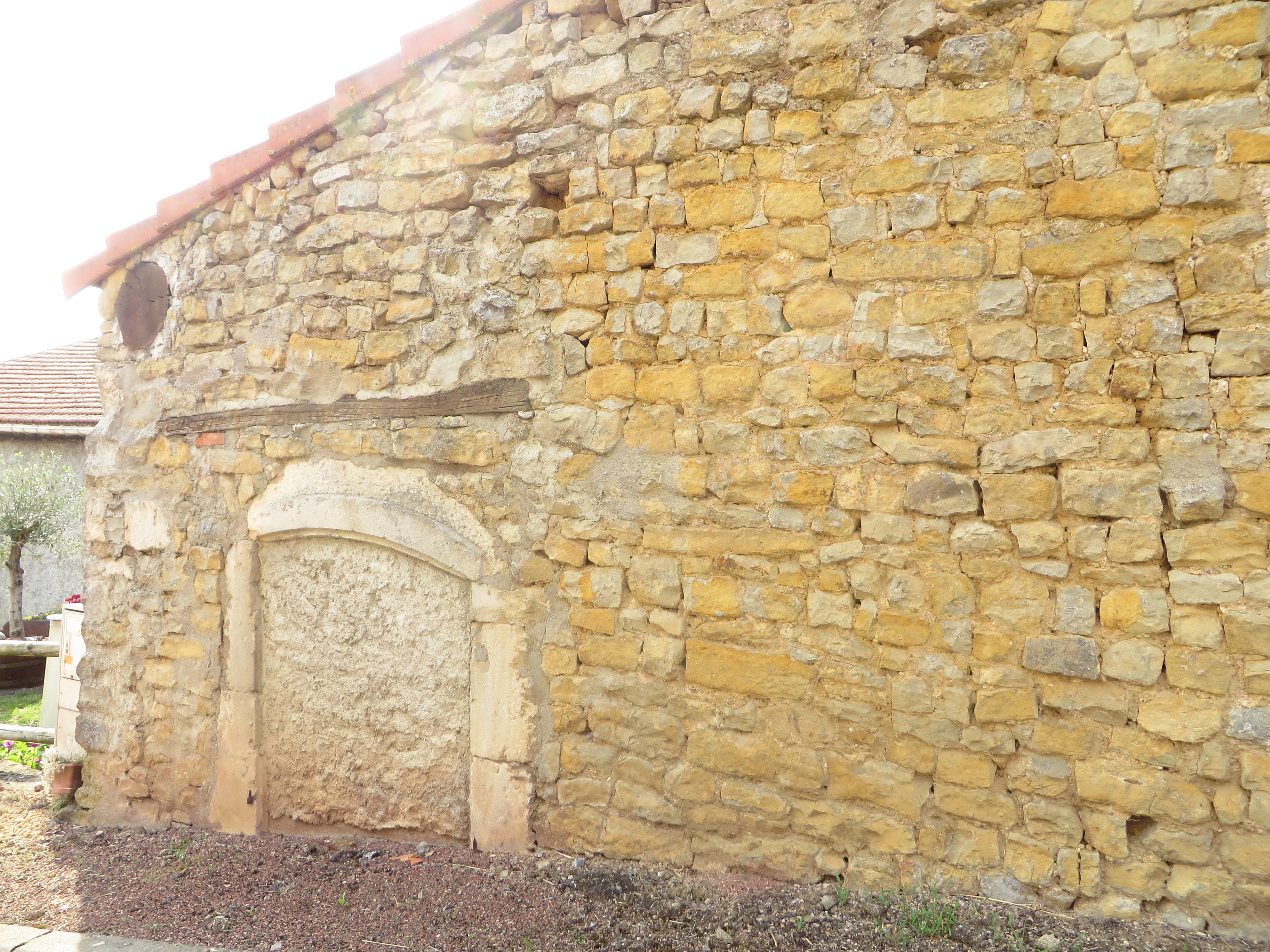
Gebäuderest der ehemaligen Synagoge (1856–1923)